# Romeu Almeida
Romeu António Soares de Almeida (Feira, 8 ottobre 1974) è un ex calciatore portoghese, di ruolo attaccante.

## Carriera

### Club
Ha trascorso l'intera carriera nel campionato portoghese.

### Nazionale
Ha collezionato due presenze con la maglia della Nazionale.

## Statistiche

### Cronologia presenze e reti in Nazionale
| Cronologia completa delle presenze e delle reti in nazionale ― Portogallo | Cronologia completa delle presenze e delle reti in nazionale ― Portogallo | Cronologia completa delle presenze e delle reti in nazionale ― Portogallo | Cronologia completa delle presenze e delle reti in nazionale ― Portogallo | Cronologia completa delle presenze e delle reti in nazionale ― Portogallo | Cronologia completa delle presenze e delle reti in nazionale ― Portogallo | Cronologia completa delle presenze e delle reti in nazionale ― Portogallo | Cronologia completa delle presenze e delle reti in nazionale ― Portogallo |
| Data                                                                      | Città                                                                     | In casa                                                                   | Risultato                                                                 | Ospiti                                                                    | Competizione                                                              | Reti                                                                      | Note                                                                      |
| ------------------------------------------------------------------------- | ------------------------------------------------------------------------- | ------------------------------------------------------------------------- | ------------------------------------------------------------------------- | ------------------------------------------------------------------------- | ------------------------------------------------------------------------- | ------------------------------------------------------------------------- | ------------------------------------------------------------------------- |
| 12-10-2002                                                                | Lisbona                                                                   | Portogallo                                                                | 1 – 1                                                                     | Tunisia                                                                   | Amichevole                                                                | -                                                                         |                                                                           |
| 16-10-2002                                                                | Göteborg                                                                  | Svezia                                                                    | 2 – 3                                                                     | Portogallo                                                                | Amichevole                                                                | 1                                                                         |                                                                           |
| Totale                                                                    |                                                                           | Presenze                                                                  | 2                                                                         |                                                                           | Reti                                                                      | 1                                                                         |                                                                           |

## Palmarès

### Club

#### Competizioni nazionali
- Supercoppa di Portogallo: 1

Porto: 1999
- Coppa del Portogallo: 2

Porto: 1999-2000, 2000-2001